# Helga Larsen
Helga Larsen (født 21. april 1884 i København, død 13. december 1947 i København) var en dansk fagforeningskvinde og socialdemokrat. Hun var én af de fire kvinder, der som de første indvalgtes i det danske Folketing ved valget i 1918.
Helga Larsen blev født på Fødselsstiftelsen i København. Moderen var bryggeriarbejderske Marie Sofie Petersen (1861-1920), der var aktiv i den tidlige københavnske arbejderbevægelse, hvor hun forsøgte at organisere sine arbejdskammerater. Faderen er ikke oplyst.  
Som 9-årig begyndte Helga Larsen at arbejde i et maskinstrikkeri efter skole, og som 16-årig blev hun bryggeriarbejderske ligesom moderen, der arbejdede i Marstrands Bryggerier. I 1903 blev hun valgt til kasserer i Kvindeligt Bryggeriarbejderforbund for København og Omegn, der netop var stiftet. Forbundet organiserede kvinder på Carlsberg samt Krone Øl, der var ejet af Marstrand.
1907 giftede hun sig med sporvejsfunktionær Christen Larsen og ophørte for en tid med sine faglige aktiviteter. Fra 1908 var hun forkvinde for de kvindelige bryggeriarbejderes forbund og sad fra 1909 i hovedbestyrelsen for Dansk Bryggeri-, Brænderi- og Mineralvandsarbejderforbund. Hun besad disse poster indtil 1927, hvor den samlede bestyrelse måtte gå af på grund at et mistillidsvotum i forbindelse med en lånesag.
Fra 1913 til 44 var Helga Larsen socialdemokratisk medlem af Borgerrepræsentationen i København og 1944-46 var hun rådmand for Magistratens 2. afdeling. 1933-35 var hun tilsynsførende ved Københavns kommunale børneforsorg og fra 1934 forstander for kommunens husvildeforsorg.
Helga Larsens særlige fokusområde var arbejderfamiliers vilkår samt forholdene for enlige mødre og deres børn. Hun arbejdede for afskaffelse af kvindeligt natarbejde, og i overensstemmelse med tidens normer mente hun, at mandlige arbejdere skulle aflønnes sådan, at de kunne forsørge deres familie, mens hustruen koncentrerede sig om hjem og børn.
I september 2009 fik Helga Larsen opkaldt en plads i Vanløse efter sig.